# Sans Souci (Karolina Południowa)
Sans Souci – jednostka osadnicza w Stanach Zjednoczonych, w stanie Karolina Południowa, w hrabstwie Greenville.